# Rio Bom (kommun)
Rio Bom är en kommun i Brasilien.   Den ligger i delstaten Paraná, i den södra delen av landet, 1 000 km söder om huvudstaden Brasília. Antalet invånare är 3 334.
Trakten runt Rio Bom består till största delen av jordbruksmark. Runt Rio Bom är det glesbefolkat, med 10 invånare per kvadratkilometer.